# 小雨坊

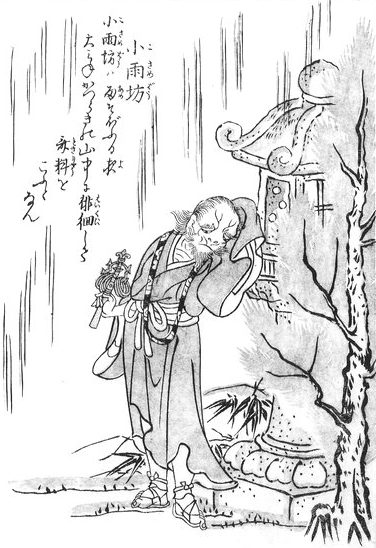
小雨坊、鳥山石燕『今昔百鬼拾遺』

小雨坊（こさめぼう）は、鳥山石燕による江戸時代の妖怪画集『今昔百鬼拾遺』にある日本の妖怪。
雨の降る中に立つ僧侶の姿で描かれている。石燕によると、「小雨坊は　雨そぼふる夜、大みねかつらぎの山中に徘徊して 斎料（ときりやう）をこふとなん」とあり、雨の夜に修験道の霊山・大峰山や葛城山に現れては、斎料（ときりょう。僧侶に対する布施）乞うという情報が読み取れるが、詳細は不明。
昭和・平成の妖怪関連の文献では、旅人から粟あるいは少量の食物や小銭をねだる妖怪として小雨坊が解説されていることがある。山田野理夫の著書『東北怪談の旅』では、寛文11年（1671年）に雨の降る津軽街道の山中で、小雨坊なる者が旅人に粟をねだったという話が紹介されている。粟をねだる行動はこの話にある小雨坊の行動を引用したものであり、津軽地方のものとして紹介されているこの小雨坊と石燕の描いた小雨坊とは無関係であると考えられている。